# Hoornse taart-arrest

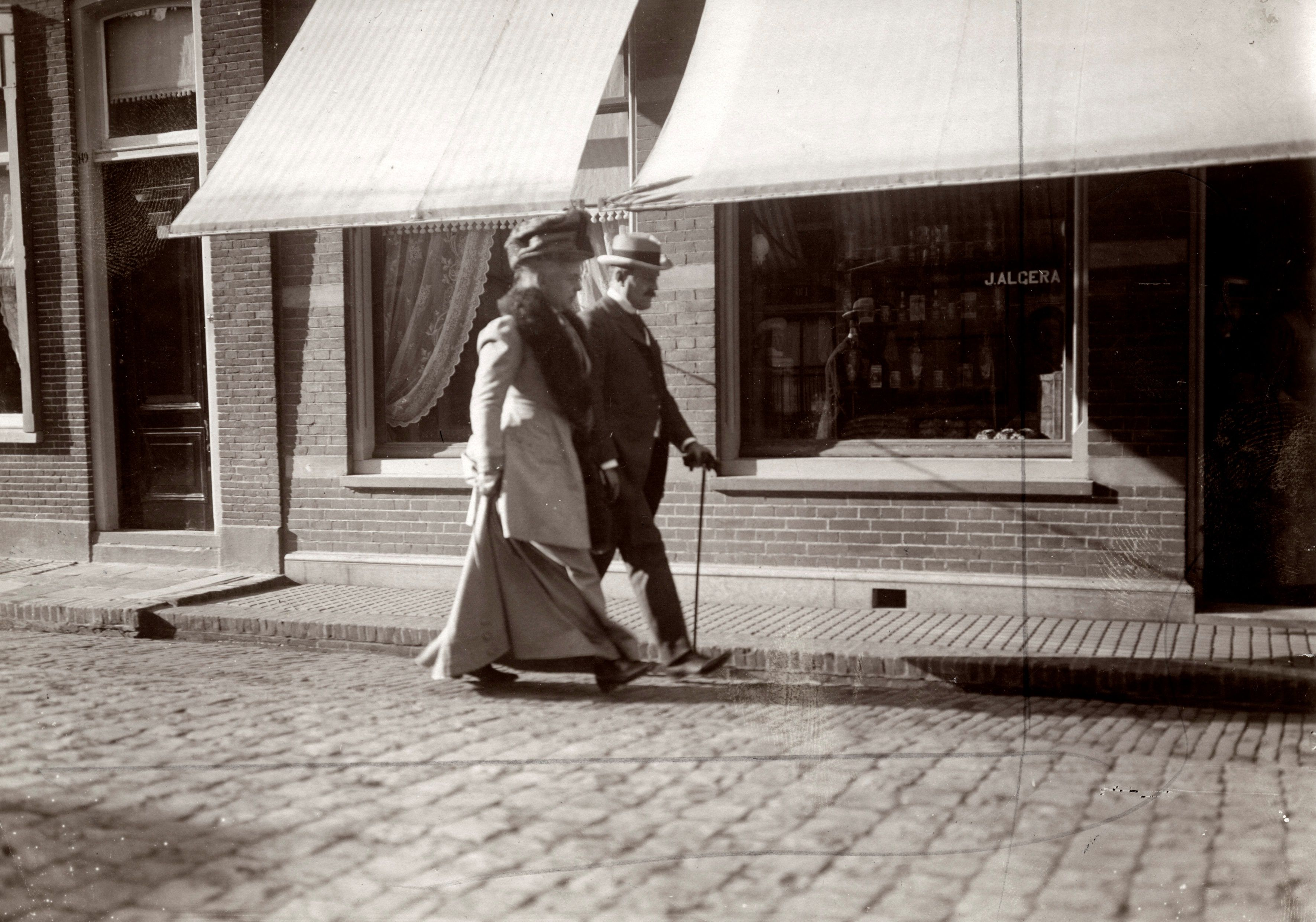
De burgemeester van Hoorn H.W. de Joncheere en zijn vrouw op weg naar het huis van de gemeentebode Markus, wiens vrouw overleed door het eten van een taart met arsenicum. Nederland, Hoorn, oktober 1910.

Het arrest Hoornse taart (HR 19 juni 1911, W 9203) is een arrest van de Nederlandse Hoge Raad dat betrekking heeft op voorwaardelijk opzet bij moord.

## Casus
Verdachte Johannes Jacobus Beek had op 28 september 1910 in Haarlem een taart gekocht en hieraan een dodelijke hoeveelheid arseen(III)oxide (een giftige arseenverbinding) toegevoegd.
De vergiftigde taart werd vervolgens vanuit Amsterdam met de trein naar het adres van het beoogde slachtoffer Willem Markus in Hoorn verzonden.
Diens vrouw Maria Musman at van de taart en overleed aan een arseenvergiftiging, een dienstmeisje werd ernstig ziek.
Verdachte stelde dat het oogmerk ontbrak om de vrouw te doden.
Derhalve was – in zijn redenering – geen sprake van moord (op de vrouw) maar "slechts" poging tot moord (op de man).

## Rechtsvraag
Kan de verdachte in casu voor moord veroordeeld worden, of ontbreekt opzet? (Ja, er is sprake van voorwaardelijk opzet)

## Procesgang
De verdachte werd in hoger beroep door het hof wegens moord en poging tot moord veroordeeld tot levenslange gevangenisstraf. Het cassatieberoep werd verworpen.

### Hof
Het hof overwoog:

dat hij bij het volvoeren van dat een en ander (te weten (...) afzending der vergiftigde taart), de overtuiging had, dat degene, die van die taart zou eten, sterven zou ten gevolge van vergiftiging door het zich daarin bevindende rattenkrui[d];

### Hoge Raad
De Hoge Raad overwoog:

dat uit die opgave van den requirant het Hof aanwijzingen kon en dus ook mocht putten voor het bewijs, dat –al was des requirants beweegreden tot zijne daad alleen zijne begeerte om [W.]M. uit den weg te ruimen,– toch zijn (...) plan mede omvatte het dooden van die personen, die van de (...) taart mochten eten en wel in het bijzonder van (...) M.M.;

## Relevantie
Dit arrest is een standaardarrest wat betreft voorwaardelijk opzet. Voor de meeste misdrijven is veroordeling wettelijk alleen mogelijk als opzet wordt bewezen, maar dat vereiste wordt sinds dit arrest ook vervuld geacht als voorwaardelijk opzet kan worden bewezen.